# Elisabetta degli Accomanducci
Elisabetta degli Accomanducci (o Accomandugi) (... – XV secolo) è stata una nobile italiana.

## Biografia

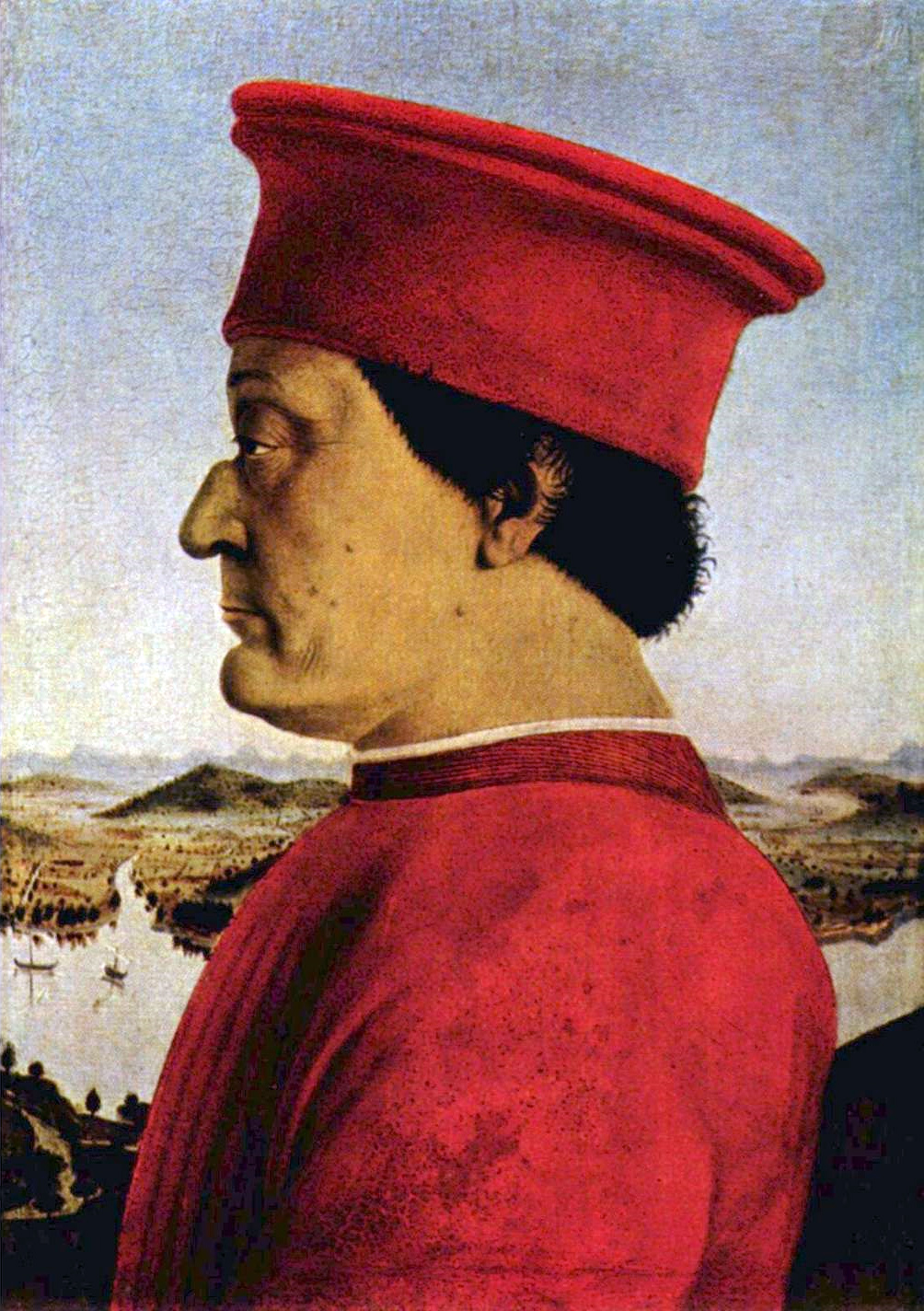
Federico da Montefeltro

Era la figlia naturale di Guido Paolo di Matteo da Urbino, conte di Petroia, e la dama di corte della contessa di Urbino Rengarda Malatesta, moglie del conte di Urbino Guidantonio da Montefeltro. 
Secondo fonti storiche sarebbe stata la madre di Federico da Montefeltro, futuro duca di Urbino, nato nel castello di Petroia il 7 giugno 1422 da una sua relazione adulterina con Guidantonio, conte di Urbino, all'età di 44 anni. La nascita del figlio, tenuto a Gubbio, venne mantenuta segreta per circa due anni, resa nota solo in seguito e legittimata da una bolla papale emessa da Papa Martino V. 
Altre fonti consentono di attribuire la paternità di Federico a Bernardino Ubaldini della Carda e la maternità ad Aura da Montefeltro, figlia primogenita di Guidantonio.
Elisabetta andò in sposa in seguito ad un conte Bandi di Rimini ed ebbe un figlio di nome Federico.